# Circuito de Valonia
El Circuito de Valonia (oficialmente:Circuit de Charleroi Wallonie) es una carrera ciclista de un día belga disputada en la región Valona.
Fue creado en 1966 bajo el nombre de Circuito de Hainaut hasta 2003. En 2011, la carrera se abrió a profesionales y fue integrada en el UCI Europe Tour. dentro de la categoría 1.2 (última categoría del profesionalismo). En 2019, la carrera ascendió a la categoría 1.1.

## Palmarés
| Año                                   | Ganador                     | Segundo                  | Tercero                |           |
| ------------------------------------- | --------------------------- | ------------------------ | ---------------------- | --------- |
| ediciones amateur Circuito de Hainaut |                             |                          |                        |           |
| 1966                                  | Roger Rosiers               | Valère van Sweevelt      | Romain Furnière        |           |
| 1967                                  | Joseph Schoeters            | Willy De Geest           | Romain Pauwels         |           |
| 1968                                  | Joseph Schoeters            | Ronald De Witte          | Englebert Opdebeeck    |           |
| 1969                                  | Paul Crapez                 | Jean-Pierre Monseré      | Gustaaf Van Roosbroeck |           |
| 1970                                  | Willy Abbeloos              | Theo Dockx               | Luc Van Den Daele      |           |
| 1971                                  | Michel Van Vlierden         | Eric Wijckaert           | Ludo Van Der Linden    |           |
| 1972                                  | Lucien De Brauwere          | André Coppers            | Karel Sels             |           |
| 1973                                  | Roger De Beukelaer          | Jean Van der Stappen     | Marc Steels            |           |
| 1974                                  | Jos Gysemans                | Marc Renier              | Luc Leman              |           |
| 1975                                  | Ferdi van den Haute         | Dirk Ongenae             | Ronan De Meyer         |           |
| 1976                                  | André Van den Steen         | Pierre Sonnet            | Rudy Pevenage          |           |
| 1977                                  | René Martens                | Jean-Claude Rogge        | Ludo Theunis           |           |
| 1978                                  | Daniel Willems              | Alfons De Wolf           | Ronny Van Holen        |           |
| 1979                                  | Etienne De Wilde            | Guy Nulens               | Paul Haghedooren       |           |
| 1980                                  | Paul Haghedooren            | Raoul Bruyndonckx        | Gerrit Van Gestel      |           |
| 1981                                  | Kurt Dockx                  | Marc Sergeant            | Marc Vandenbrande      |           |
| 1982                                  | Patrick Cocquyt             | Wim van Eynde            | Yves Godimus           |           |
| 1983                                  | Diederik Foubert            | Robert D'Hont            | Rudy Patry             |           |
| 1984                                  | Stefan Van Leeuwe           | John Dekeukelaere        | Patrick Toelen         |           |
| 1985                                  | Stefan Van Leeuwe           | Dirk Clarysse            | Ronny Van Sweevelt     |           |
| 1986                                  | Peter Roes                  | Erik Peeters             | Guido Verdeyen         |           |
| 1987                                  | Peter de Clercq             | Kurt Van Keirsbulck      | Jean-Marie Vernie      |           |
| 1988                                  | Jean-François Brasseur      | Frank Francken           | Johan Verstrepen       |           |
| 1989                                  | Michel Stasse               | Daniël Van Steenbergen   | Eric De Clercq         |           |
| 1990                                  | Johan Remels                | Peter van Petegem        | Wim Vervoort           |           |
| 1991                                  | Fabrice Dejardin            | Arvis Piziks             | Pierre Herinne         |           |
| 1992                                  | Nico Desmet                 | Wim van de Meulenhof     | Jürgen Opeel           |           |
| 1993                                  | Caspar van der Meer         | Franky De Buyst          | Geert Verheyen         |           |
| 1994                                  | Yannick Cornelis            | Patrick Roelandt         | Wim van de Meulenhof   |           |
| 1995                                  | Rik Verbrugghe              | Sébastien Demarbaix      | Mijailo Jalilov        |           |
| 1996                                  | Fabien De Waele             | Koen Das                 | Steve De Wolf          |           |
| 1997                                  | Wim Heselmans               | Karel Vereecke           | Günther Stockx         |           |
| 1998                                  | Danny Swinnen               | Sébastien Van Den Abeele | Steven Van Aken        |           |
| 1999                                  | Marcel Duijn                | Fabian Wegmann           | Björn Leukemans        |           |
| 2000                                  | Jan Verstraeten             | Nico Sijmens             | Andy Cappelle          |           |
| 2001                                  | Dmitriy Muravyev            | Tom Boonen               | Jurgen Van Goolen      |           |
| 2002                                  | Johan Vansummeren           | Gert Steegmans           | Cédric Coutouly        |           |
| 2003                                  | Preben Van Hecke            | Jens Renders             | Thomas Dekker          |           |
| Circuito de Valonia                   |                             |                          |                        |           |
| 2004                                  | Gianni Meersman             | Pierre Drancourt         | Tom Stamsnijder        |           |
| 2005                                  | Erik Lievens                | Jelle Vanendert          | Steven Vandenbussche   |           |
| 2006                                  | Nikolas Maes                | Geert Steurs             | Jürgen Roelandts       |           |
| 2007                                  | Francis De Greef            | Sander Armée             | Pieter Vanspeybrouck   |           |
| 2008                                  | Ben Hermans                 | Romain Zingle            | Thomas de Gendt        |           |
| 2009                                  | Romain Zingle               | Walt De Winter           | Jens Keukeleire        |           |
| 2010                                  | Thomas Degand               | Jérôme Giaux             | Dries Hollanders       |           |
| ediciones profesionales               |                             |                          |                        |           |
| 2011                                  | Diego Tamayo                | Walt De Winter           | Jeroen Hoorne          |           |
| 2012                                  | Reinardt Janse van Rensburg | Kenneth Vanbilsen        | Kevin Claeys           |           |
| 2013                                  | Sébastien Delfosse          | Pierre Drancourt         | Matthias Allegaert     |           |
| 2014                                  | Maurits Lammertink          | Dimitri Claeys           | Floris De Tier         |           |
| 2015                                  | Stef Van Zummeren           | Philipp Walsleben        | Gianni Vermeersch      |           |
| 2016                                  | Kévin Lalouette             | Gianni Marchand          | Olivier Chevalier      |           |
| 2017                                  | Maarten van Trijp           | Ludovic Robeet           | Rob Leemans            |           |
| 2018                                  | Mikkel Honoré               | Niklas Larsen            | Ross Lamb              |           |
| 2019                                  | Thomas Boudat               | Baptiste Planckaert      | Niki Terpstra          |           |
| 2020                                  | cancelada                   | cancelada                | cancelada              | cancelada |
| 2021                                  | Christophe Laporte          | Marc Sarreau             | Laurence Pithie        |           |
| 2022                                  | Andrea Pasqualon            | Axel Zingle              | Philippe Gilbert       |           |
| 2023                                  | Jordi Meeus                 | Lionel Taminiaux         | Timo Kielich           |           |
| 2024                                  | Arnaud De Lie               | Axel Zingle              | Matthew Brennan        |           |
| 2025                                  | cancelada                   | cancelada                | cancelada              | cancelada |

## Palmarés por países
| País         | Victorias |
| ------------ | --------- |
| Bélgica      | 46        |
| Países Bajos | 4         |
| Francia      | 3         |
| Kazajistán   | 1         |
| Colombia     | 1         |
| Sudáfrica    | 1         |
| Dinamarca    | 1         |
| Italia       | 1         |